# Freylinghausen-Saal

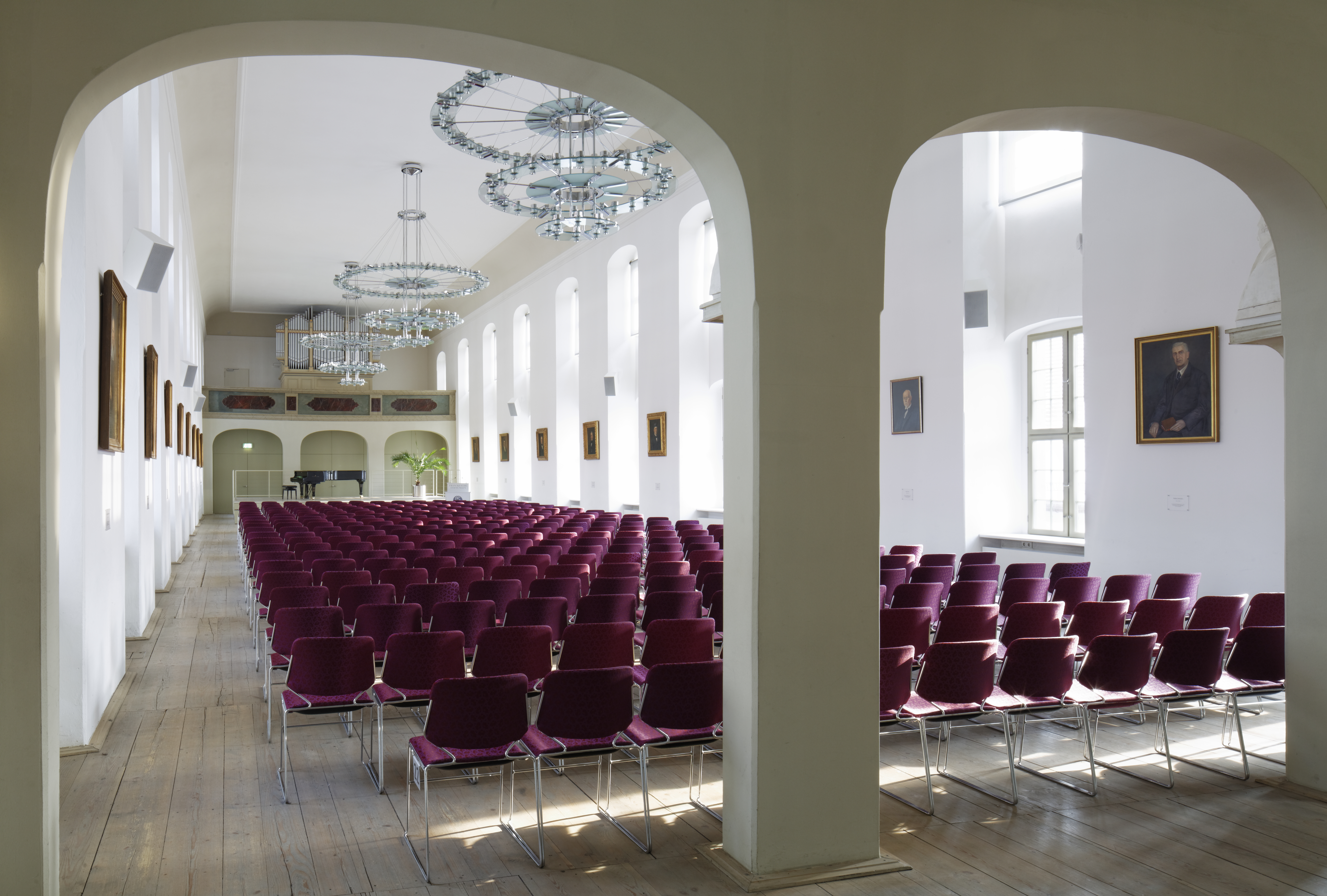
Freylinghausen-Saal (2013)

Der Freylinghausen-Saal (ehemals Singesaal, auch: Conferenzsaal, großer Versammlungssal oder großer Saal) ist der Festsaal im Historischen Waisenhaus der Franckeschen Stiftungen zu Halle, der nach Johann Anastasius Freylinghausen benannt ist. Im 18. Jahrhundert erbaut, fungierte er zunächst als Bet- und Singesaal. Seit der Renovierung und Restaurierung in den 1990er Jahren wird er für Konzerte, Vorträge und weitere, auch wissenschaftliche Veranstaltungen genutzt.

## Geschichte

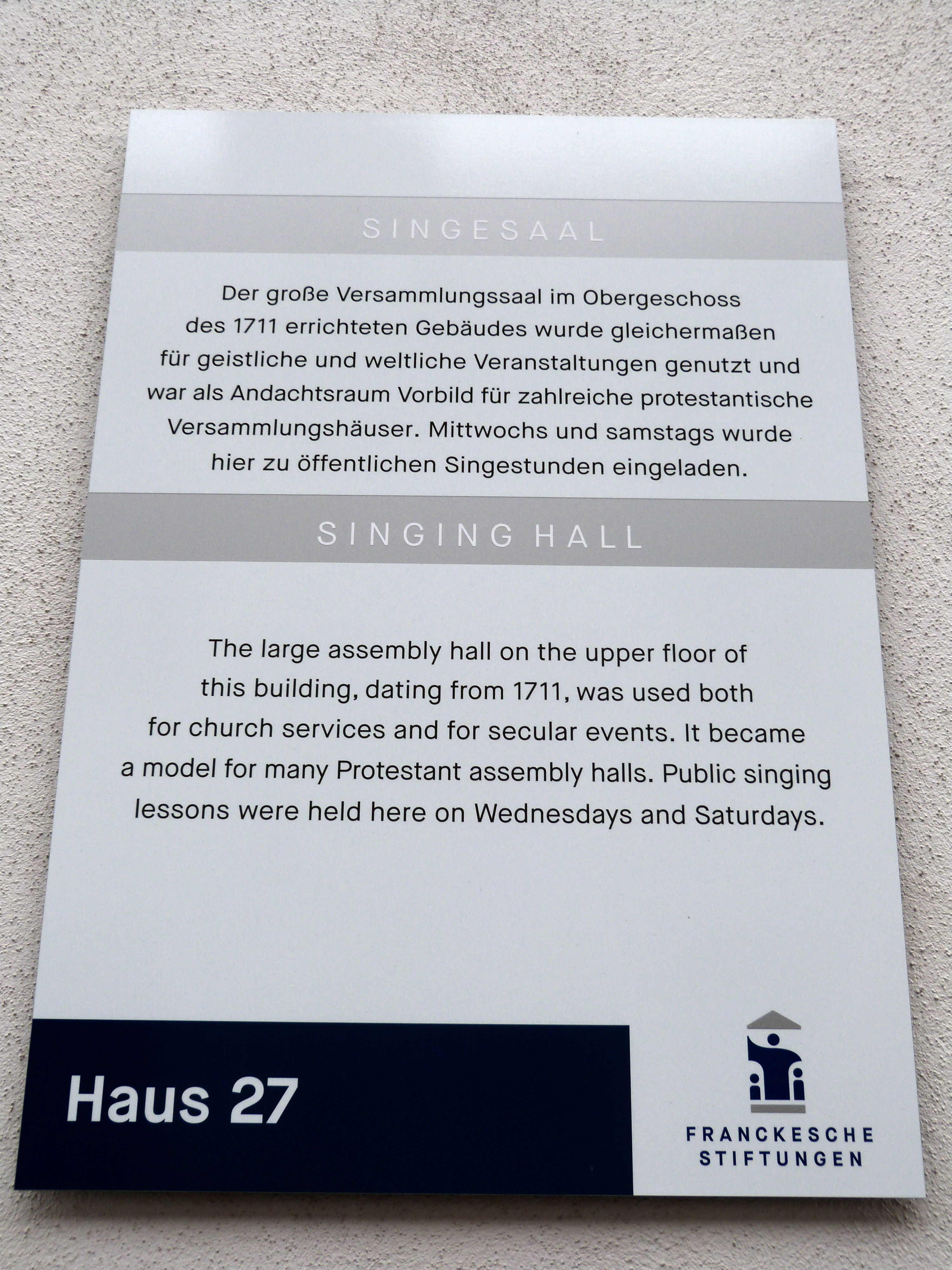
Informationstafel: Haus 27 (2018)

Der Freylinghausen-Saal wurde ab 1710 unter dem Dach des Historischen Waisenhauses der Franckeschen Stiftungen zu Halle errichtet und im August 1711 eingeweiht. August Hermann Francke, Stiftungsgründer und Hauptvertreter des Hallischen Pietismus, hielt aus diesem Anlass vor ca. 1.300 Zöglingen seine später zahlreich vervielfältigte Rede „Die Güte Gottes und die Sicherheit unter dem Schatten seiner Flügel“. Eine bereits damals gesungene Arie aus Freylinghausens „Geistreichen Gesangbuchs“ sollte kurz vor der Wiedereröffnung im 20. Jahrhundert erneut dort erklingen und die Namensgebung vorwegnehmen. Entsprechend wird der Saal seit den 1990er Jahren nach dem evangelischen Theologen, Liederdichter und -komponisten Johann Anastasius Freylinghausen (1670–1739) benannt, der ein enger Weggefährte Franckes war.
Genutzt wurde der Saal ab dem 18. Jahrhundert aber nicht nur für religiöse Veranstaltungen wie Gottesdienste, Bibelstunden oder Andachten, sondern auch für weltliche in Form von Schulprüfungen oder öffentlichen Singstunden. Nach Paul Raabe und Thomas Müller-Bahlke galt er bald als das „geistige und geistliche Zentrum des gesamten Stiftungsensembles“.
Für Pia Schmid folgte der Bau „der Architektur der Jesuitenkollegien, in denen die Aula, in der auch die Theaterstücke zur Aufführung kamen, neben der Kirche, stets die größte Räumlichkeit darstellte“. An den Kopfenden des Saals wurden zwei Emporen eingebaut, wobei die östliche mit einer Orgel ausgestattet und die westliche für den Chor vorgesehen war. In der Raummitte war ein Sichtschutz für die Geschlechtertrennung angebracht. An der Nordwand befand sich bis in das 20. Jahrhundert hinein eine Holzkanzel. Zugänglich war die Kanzel über eine bis heute existente Treppe vom Speisesaal im Erdgeschoss. Im Saal wurde auf langen und schlichten Holzbänken gesessen. Diese konnten in Gänze bis zu 2.000 Zöglinge fassen und wurden ganz nach pietistischen Maßstäben im Karree um die Kanzel angeordnet. Die Herrnhuter Brüdergemeine sollte sich diesen Saal vielerorts als bauliches Vorbild nehmen.
Während der Luftangriffe auf Halle im Zweiten Weltkrieg wurden Decke, Außenwand und Chorempore des Freylinghausen-Saals zerstört. Im Anschluss fand nur eine behelfsmäßige Reparatur statt. Bis zur Sperrung 1985 nutzte in der DDR die Arbeiter-und-Bauern-Fakultät den Saal als Turnhalle.
Eine Renovierung wurde 1992/93 angestoßen. Der alte Holzfußboden konnte durch Wenden der Dielen bewahrt werden. Nachgebaut wurde die abgegangene Empore. Der Wiederaufbau des Katheders und der Nachbau von Bänken unterblieben hingegen, da der Saal auch für Symposien und Kolloquien nutzbar gemacht werden sollte. Anstatt eines Nachbaus des historischen Kronleuchters entschied man sich für den Entwurf des Architekten Wilfried Ziegemeier, der wesentlich zur Rettung der Stiftungen beigetragen hatte. Nach Paul Raabe „hatte er drei raffinierte Leuchter entwickelt, so groß wie Wagenräder, die aus mehreren Glasflächen übereinander geschichtet bestehen, mit zahlreichen Lampen versehen sind und durch Seile gehalten werden“. Frank Czerwonn beschrieb die Installation als „drei festlich-moderne Leuchter aus blitzendem Chromgestänge und gläsernen Ringscheiben“. Im September 1995 traf sich im Saal die Kultusministerkonferenz. Am 12. Oktober 1995 wurde der ehemalige Versammlungssaal mit einem Festkonzert des Stadtsingechors zu Halle und des Orchesters des Opernhauses Halle unter Stefan Bevier offiziell wiedereröffnet. Kurt Biedenkopf, Reinhard Höppner, Gerhard Schröder, Bernhard Vogel und andere waren später hier Gäste.

## Kunst im Saal
Zwischen den in den 1990er Jahren erneuerten Fenstern wurden die sechzehn restaurierten Direktoren-Porträts von August Hermann Francke bis Walther Michaelis aufgehängt. Darunter befinden sich auch die 1816 geschaffenen Bardua-Porträts von August Hermann Niemeyer und Christian Georg Knapp, die Raabe als „die schönsten und kostbarsten Bilder“ beschrieb. Ergänzend malte Ullrich Bewersdorff 1994 ein Ölbild von Max Dorn, der bis 1945 das Direktorenamt innehatte. Auf einem Podest ist eine Büste des preußischen Königs Friedrich Wilhelm III., „der einer der fürstlichen Beschützer der Stiftungen war“, aufgestellt. Die 1817 durch Johann Gottfried Schadow geschaffenen Reformatoren-Büsten Luthers und Melanchthons wurden auf einer Empore aufgestellt. Die wahrscheinlich um 1900 zwischen den Fenstern weit oben angebrachten Wandsprüche mit mehreren Bibelversen sind nun auf Tafeln im Foyer vor dem Saal zusammengetragen.

Bildnisse der Direktoren der Franckeschen Stiftungen
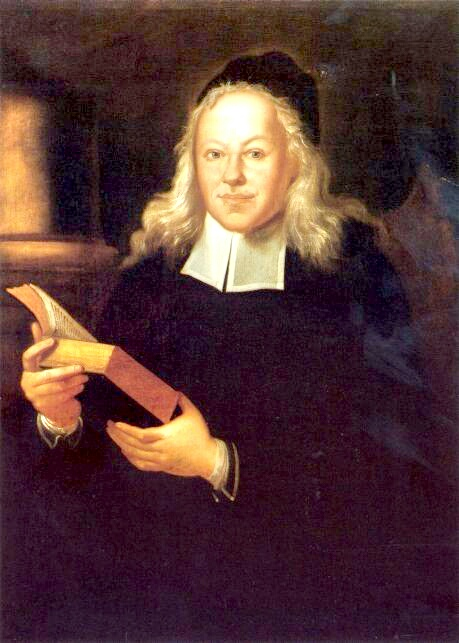
August Hermann Francke, unbekannt
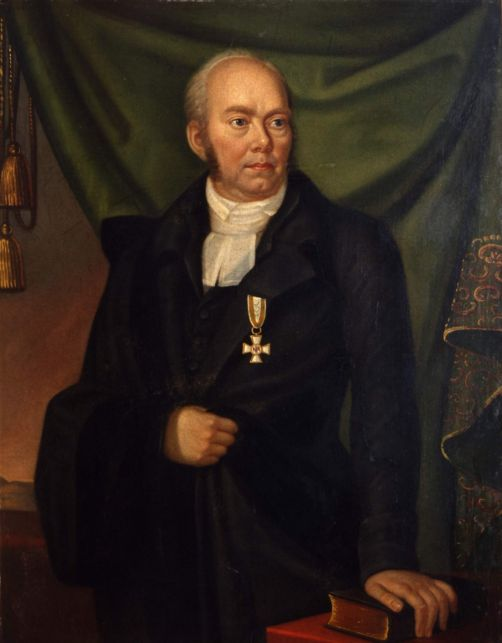
August Hermann Niemeyer, 1816

## Technische Ausstattung

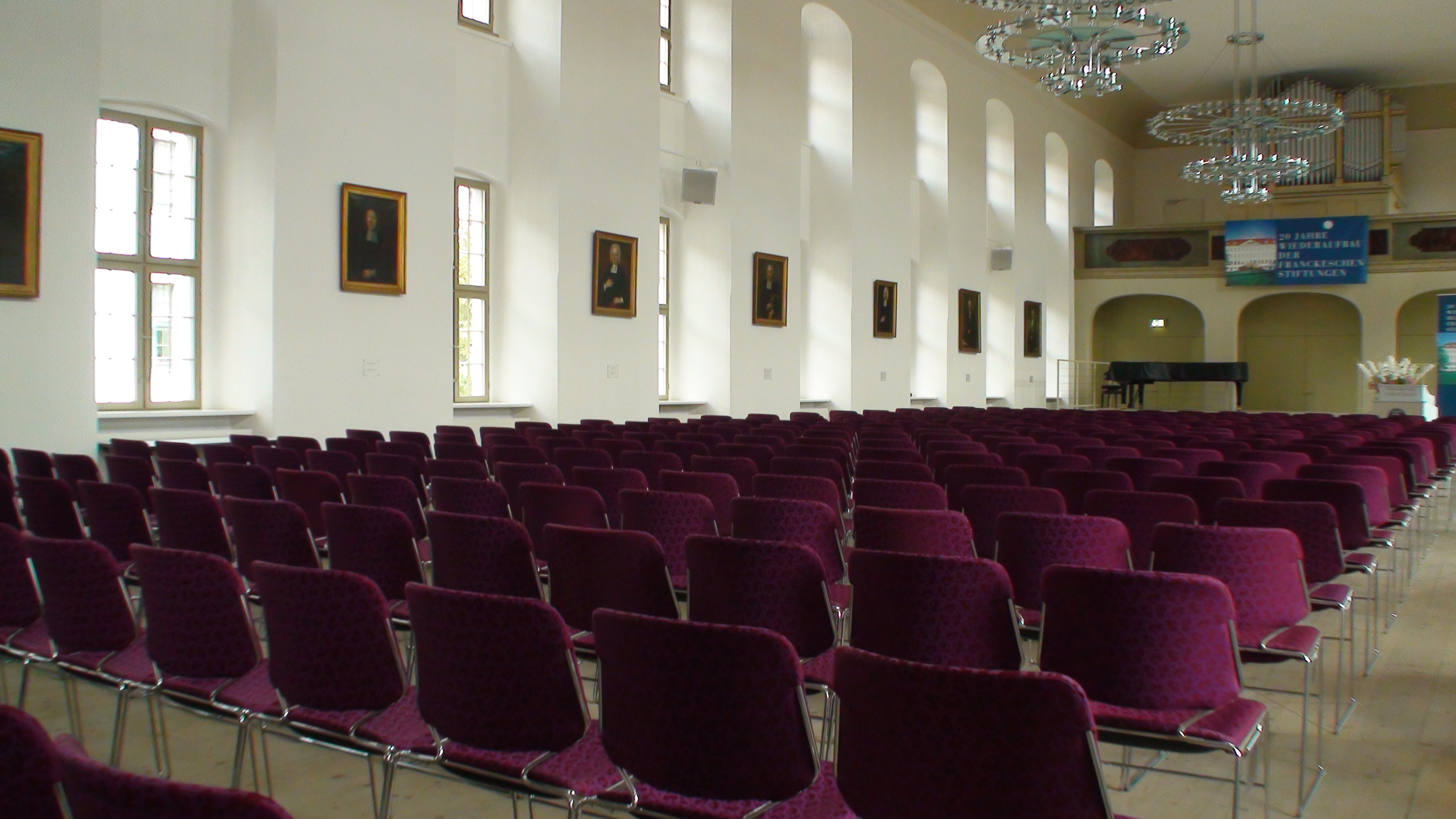
Freylinghausen-Saal (2010)

Der Freylinghausen-Saal gehört zu den Einrichtungen der Franckeschen Stiftungen und ist im Obergeschoss des Hauses 27 gelegen. Er bildet heute eine Einheit mit den anderen Veranstaltungsräumen (Englischer Saal, Amerika-, Russland- und Indienzimmer) des Hauses. So ist er über zwei Türen auf der Konferenzetage zugänglich. Die Fläche des Saales beträgt 450 m², wobei er 10 Meter breit und 45 Meter lang ist. Insgesamt finden 350 bis 380 Personen auf einer festen Reihenbestuhlung Platz. Während der COVID-19-Pandemie wurde die Kinobestuhlung auf 77 angepasst.
Um eine „bestmögliche Akustik“ zu ermöglichen, wurde in den 1990er Jahren für Instrumentalisten und Sänger ein Podest gebaut. Darüber hinaus leitete Paul Raabe den Erwerb eines Steinway-Konzertflügels ein, der 1995 von dem russischen Pianisten Andrei Hoteev vorgestellt wurde. Die Händel-Preisträgerin Ragna Schirmer spielte hier mehrere CDs ein.

## Rühlmann-Orgel
Die erste Orgel des Saals stammte aus dem 18. Jahrhundert. Im Jahr 1913 erfolgte ein Neubau durch den Zörbiger Orgelbaumeister Wilhelm Rühlmann. Dieser wurde 1990 durch Spenden des Freundeskreises der Franckeschen Stiftungen von Alexander Schuke Potsdam Orgelbau restauriert. Die Rühlmann-Orgel hat 18 Register aus zwei Manualen und Pedal; die Stimmtonhöhe a1 liegt bei 440 Hz bei gleichstufiger Stimmung. Zum 300-jährigen Jubiläum der Stiftung legte der Organist Matthias Eisenberg eine hier entstandene Aufnahme mit Werken von Christian Heinrich Rinck, Felix Mendelssohn Bartholdy und Josef Gabriel Rheinberger vor.
| I Hauptwerk C–f3 |     |
| Gedackt          | 16′ |
| Principal        | 8′  |
| Flauto traverso  | 8′  |
| Bordun           | 8′  |
| Gambe            | 8′  |
| Oktave           | 4′  |
| Mixtur II–IV     | 2′  |

| II Oberwerk C–f3 |    |
| Geigenprincipal  | 8′ |
| Rohrflöte        | 8′ |
| Lieblich Gedackt | 8′ |
| Salicional       | 8′ |
| Flauto amabile   | 4′ |
| Fugara           | 4′ |

| Pedal C–d1   |     |
| Subbass      | 16′ |
| Violon       | 16′ |
| Stillgedackt | 16′ |
| Principal    | 8′  |
| Oktave       | 4′  |

- Koppeln: Normalkoppeln II/I, I/P, II/P, Super II/I
- Spielhilfen: Kollektivdrücker p, mf, tutti

## Konzerte
Im Jahr 1994 noch unvollendet, wurde im Saal unter der Leitung von Gudrun Busch und Wolfgang Miersemann ein Symposium zum pietistischen Lied abgehalten, welches durch ein Konzert („Das singende Waysen-Haus zu Halle“) der Lautten Compagney aus Berlin umrahmt wurde. Nach der Wiedereröffnung 1995 zog der Kammermusikverein Halle e.V. mit seiner traditionsreichen Konzertreihe „Stunde der Musik“ vom Tschernyschewski-Haus in den Freylinghausen-Saal. Der Trompetenvirtuose Ludwig Güttler und das Dresdner Kammerorchester Virtuosi Saxoniae eröffneten die erste Saison. In der Vergangenheit wurden hier die Barock-Matineen des Philharmonischen Staatsorchesters Halle ausgerichtet. Auch Schulen wie das Landesgymnasium Latina August Hermann Francke mit seinem Musikzweig nutzen den Saal für Veranstaltungen. Regelmäßig tritt im Freylinghausen-Saal der Stadtsingechor in Erscheinung. Oft waren auch Mitglieder des Opernhauses Halle und des Collegium musicum der Martin-Luther-Universität Halle-Wittenberg zu Gast. Ferner ist der Freylinghausen-Saal als Spielstätte in die Händel-Festspiele Halle integriert. Im Rahmen der Hallischen Musiktage (1998) wurden hier unter der Leitung von Roland Kluttig mehrere Stücke zur Uraufführungen gebracht: „Schubert-Landschaft“ Konzert für Klarinette und Kammerorchester von Willi Vogl (Solist: Wolfgang Meyer), „Summer-Music“ für Gitarre und Streichorchester von Thomas Heyn (Solist: Thomas Blumenthal) und Konzert für Klavier und Streichorchester von Stepan Lusikjan (Solist: Komponist).